# NANDA
NANDA Internacional (anteriorment Associació Nord-americana de Diagnòstics d'Infermeria) és una organització professional d'infermers que va estandarditzar la terminologia de la infermeria. Oficialment es va fundar el 1982 per a desenvolupar, investigar, difondre i establir la nomenclatura, els criteris i la taxonomia dels diagnòstics d'infermeria. Altres associacions relacionades són ACENDIO (d'àmbit europeu), AENTDE (en castellà), AFEDI (en francès) i JSND (en japonès). Els membres de l'organització s'organitzen per grups de països i per llengües. 

## Història
El 1973 Kristine Gebbie i Mary Ann Lavin, professores associades a l'Escola Universitària d'Infermeria de Saint Louis (Missouri), van impulsar el Primer Congrès Nacional sobre la Classificació dels Diagnòstics d'Infermeria dels Estats Units (First National Conference on the Classification of Nursing Diagnoses). Els assistents van començar a crear una classificació i una llista alfabètica dels diagnòstics d'infermeria. El Congrès va permetre crear les tres estructures següents: 
- La Nacional Clearinghouse for Nursing Diagnoses, sota la direcció de Ann Becker i amb seu a la Universitat de Saint Louis.
- La publicació de la Newsletter Nursing Diagnoses editada per Anne Perry.
- El Grup del Congrés Nacional per a la Classificació dels Diagnòstics d'Infermeria (National Conference Group on the Classification of Nursing Diagnoses) amb l'objectiu d'estandarditzar la terminologia liderat per Marjory Gordon.[1] Els seus membres representaven les diferents branques dels professionals de la infermeria: la pràctica infermera, la docència i la recerca.

El 1982 es va crear formalment l'ens i va incloure membres dels Estats Units i del Canadà. El mateix any va publicar la Taxonomy I, la primera classificació per organitzar els diagnòstics d'infermeria en diferents categories.
Després de l'onzè congrés celebrat el 1994, es va fer evident que la feina feta fins aleshores havia quedat obsoleta i els nous diagnòstics eren difícils de classificar en la Taxonomy I. Així, el Comité de Taxonomia de la NANDA va optar per presentar una nova eina aprovada l'any 2000 i publicada el 2002 amb el nom de Taxonomy II, basada en la teoria dels Patrons Funcionals de Salut de Marjory Gordon que van ser reformulats amb el nom de dominis.
El 2002, NANDA va convertir-se en NANDA Internacional o NANDA-I per tal d'incorporar membres de tot el món. NANDA va publicar els Nursing Diagnosis quarterly que a partir del 2002 van passar a tenir el títol de International Journal of Nursing Knowledge.
L'estructura actual dels diagnòstics infermers té tres nivells: 13 dominis, 47 classes i un total de 216 diagnòstics.

## Presidents
- 1982-1988 Marjory Gordon
- 1988-1993 Jane Lancour
- 1993-1997 Lois Hoskins
- 1997-2001 Judith Warren
- 2001-2005 Dorothy A. Jones
- 2005-2006 Kay Avant
- 2006-2007 Mary Ann Lavin
- 2007-2008 Martha Habilitat-Rosenberg
- 2008-2009 Heather Herdman
- 2009-2012 Prof. Dickon Weir-Hughes
- 2012-2016 Jane Brokel
- 2016- Shigemi Kamitsuru